# Paqarina

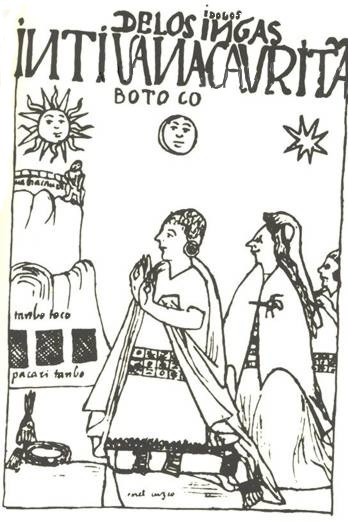
Na montanha em segundo plano está representada Pacari Tampu, onde estaria a paqarina de onde teriam saído Manco Capac e seus irmãos

Paqarina é um termo que os antigos andinos usavam para descrever o local de origem e destino final de seus ancestrais. Para os incas, os homens (runas) vêm do subsolo, do barro, de uma caverna ou manancial; esse lugar é chamado paqarina.
As paqarinas - representações do útero materno e da vagina, de onde brota a vida - foram associadas a esses marcos físicos.
Na mitologia inca, a palavra também descreve um tipo de "portal" através do qual fluem as forças da vida e da morte.